# Simon Kuznets
Simon Smith Kuznets (født 30. april 1901, død 8. juli 1985) var en russisk-amerikansk økonom. Han var professor ved Harvard University og modtog Nobelprisen i økonomi i 1971 "for sit empiriske arbejde med økonomisk vækst, der har ledt til en dybere forståelse for økonomiske og sociale strukturer"

## Livsforløb
Simon Kuznets blev født i Pinsk i det nuværende Hviderusland, men flyttede til USA i 1922 og blev uddannet ved Columbia University. Han var ansat ved University of Pennsylvania og Johns Hopkins University, indtil han fra 1960 til sin pensionering i 1971 underviste på Harvard.

## Indsats og indflydelse
Kuznets er først og fremmest kendt for sit empiriske og økonometriske arbejde. Han udførte et pionerarbejde inden for dannelsen af et egentligt amerikansk nationalregnskab, som blandt andet blev afspejlet i bogen National Income and Its Composition, 1919–1938, der blev udgivet i 1941. Han beskæftigede sig med konjunkturcykler og mente blandt andet at kunne påvise de såkaldte Kuznets-cykler, længerevarende økonomiske bølger af 15-25 års varighed, som han forbandt med demografiske ændringer som ind- og udvandring. 

## Kuznetskurven
Kuznets beskæftigede sig også indgående med økonomisk vækst og var en af de tidligste forskere inden for udviklingsøkonomi. Kuznets blev ikke mindst berømt i denne sammenhæng for hans teori om sammenhængen mellem økonomisk vækst og indkomstfordeling, der bærer hans navn: Kuznetzkurven. Han fremsatte teorien første gang i sin tale som formand for American Economic Association ved foreningens årsmøde i Detroit i 1954. Den blev offentliggjort året efter som artikel i American Economic Review med navnet ”Economic Growth and Income Inequality”. Kuznets’ hypotese byggede især på hans studier af indkomstudviklingen i USA fra 1913 til 1948, hvor der modsat udviklingen i det 19. århundrede skete en klar tendens i retning af mindre økonomisk ulighed.  Kuznets udtænkte på denne baggrund en generel teori til at forklare udviklingen, som gik ud på følgende: I fattige lande vil økonomisk vækst ofte forøge indkomstforskellene mellem rige og fattige, mens der i rige lande er en tendens til det modsatte: Vækst mindsker forskellene. Et fattigt land kan altså først opleve stigende og dernæst faldende indkomstforskelle, efterhånden som det bliver rigere som følge af den økonomiske vækst. En mulig begrundelse er, at for at få vækst må lande skifte fra landbrugs- til industriproduktion. Mens der er beskeden variation i indkomsterne i landbruget, fører industrialisering til store indkomstforskelle. Efter et vist velstandsniveau vil masseuddannelse give større muligheder, som formindsker uligheden, og lavindkomstgrupperne vil ofte opnå en politisk indflydelse, der kan ændre den offentlige sektors betydning for indkomstfordelingen.

### Senere kritik af Kuznetskurven
Den franske økonom Thomas Piketty har i 2013 med sin meget udbredte bog om indkomstfordelingen i Vesten Capital in the Twenty-First Century bygget videre på Kuznets' empiriske arbejde og samtidig udfordret Kuznets’ teori. Piketty anfører, at det empiriske grundlag for Kuznets’ hypotese er meget skrøbeligt, og mener, at det observerede fald i indkomstuligheden i den nævnte periode var en atypisk historisk parentes, som i sidste instans skyldtes nogle tilfældige historiske begivenheder, nemlig de to verdenskrige og de store politiske og økonomiske ændringer, de forårsagede, snarere end en indre logisk udvikling i økonomien. Piketty finder således, at indkomstuligheden i USA igen er steget til et lidt højere niveau i dag end i 1913, hvor Kuznets' data startede.